# Stelletta dorsigera
Stelletta dorsigera är en svampdjursart som beskrevs av Schmidt 1862. Stelletta dorsigera ingår i släktet Stelletta och familjen Ancorinidae. Inga underarter finns listade i Catalogue of Life.